# لئو بابائوتا
لئو بابائوتا (انگلیسی: Leo Babauta؛ زاده ۳۰ آوریل ۱۹۷۳)، یک وب‌نویس، روزنامه‌نگار و نویسنده گوآمی است که هم‌اکنون در دیویس، کالیفرنیا در ایالات متحده آمریکا زندگی می‌کند. وبلاگ عادت‌های ذن متعلق به اوست. مجله تایم در فوریه ۲۰۰۹ این وبلاگ را یکی از ۲۵ وبلاگ برتر سال ۲۰۰۹ معرفی کرد و در ژوئن ۲۰۱۰، آن را در بالای فهرست ۲۵ وبلاگ برتر سال ۲۰۱۰ قرار داد.
وی، با راه اندازی وبلاگ عادت‌های ذن و به اشتراک‌گذاری آموخته‌های خود و بازخورد تغییراتی که در عادت‌ها و زندگی خود ایجاد کرد، علاوه بر تغییر در روند زندگی خود، به یک الگوی رفتاری برای دیگران تبدیل شده‌است. او یک همسر و پدر ۶ فرزند به نام‌های کلویی، جاستین، رین، مایا، ست و نوئل نیز می‌باشد.